# Municipio La Grandeza
Koordinaten: 15° 32′ 0″ N, 92° 14′ 0″ W
La Grandeza ist ein Municipio im Süden des mexikanischen Bundesstaats Chiapas. Das Municipio liegt in der Sierra Madre de Chiapas. Das Municipio hat etwa 7.000 Einwohner und eine Fläche von 48,9 km². Verwaltungssitz und größter Ort des Municipios ist das gleichnamige La Grandeza.
Der Name La Grandeza bedeutet auf Spanisch „die Größe“; bis 1934 lautete der Name des Municipios auf San Antonio La Grandeza.

## Geographie
Das Municipio La Grandeza liegt im Süden des mexikanischen Bundesstaats Chiapas auf Höhen zwischen 1500 m und 2800 m. Es zählt zur Gänze zur physiographischen Provinz der Cordillera Centroamericana und liegt gänzlich in der hydrologischen Region Grijalva-Usumacinta. Die Geologie des Municipios wird zu 97 % von Kalkstein bestimmt; vorherrschende Bodentypen sind Andosol (87 %) und Acrisol (13 %). Etwa 61 % der Gemeindefläche dienen als Weideland, 27 % werden von Ackerland eingenommen, 10 % sind bewaldet.
Das Municipio La Grandeza grenzt an die Gemeinden Bella Vista, Bejucal de Ocampo, El Porvenir und Siltepec.

## Bevölkerung
Beim Zensus 2010 wurden im Municipio 7272 Menschen in 1256 Wohneinheiten gezählt. Davon wurden 79 Personen als Sprecher einer indigenen Sprache registriert, darunter 75 Sprecher des Mam. Gut 11 Prozent der Bevölkerung waren Analphabeten. 1964 Einwohner wurden als Erwerbspersonen registriert, wovon 86,5 % Männer bzw. 0,6 % arbeitslos waren. Gut 49 % der Bevölkerung lebten in extremer Armut.

## Orte
Das Municipio La Grandeza umfasst 42 bewohnte localidades, von denen nur der Hauptort vom INEGI als urban klassifiziert ist. Drei Orte wiesen beim Zensus 2010 eine Einwohnerzahl von über 400 auf, 18 Orte hatten weniger als 100 Einwohner. Die größten Orte sind:
| Ort                    | Einwohner |
| La Grandeza            | 1044      |
| La Pinada              | 0483      |
| Bartolomé de las Casas | 0402      |